# (1568) Айслин
(1568) Айслин (лат. Aisleen) — типичный астероид главного пояса, который был открыт 21 августа 1946 года южно-африканским астрономом Эрнестом Джонсоном в обсерватории Йоханнесбурга, Южная Африка и назван в честь его жены.

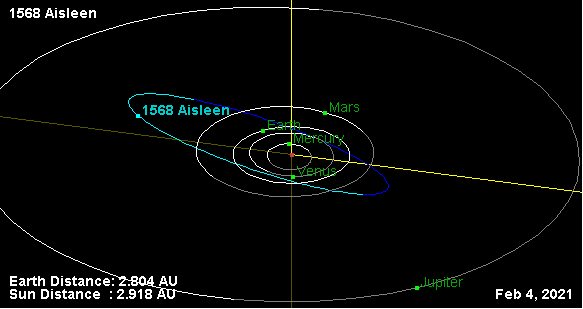
Орбита астероида Айслен и его положение в Солнечной системе